# Вунсторф
Вунсторф (њем. Wunstorf) град је у њемачкој савезној држави Доња Саксонија. Једно је од 21 општинског средишта округа Регион Хановер. Према процјени из 2010. у граду је живјело 41.332 становника. Посједује регионалну шифру (AGS) 3241021.

## Географски и демографски подаци
Вунсторф се налази у савезној држави Доња Саксонија у округу Регион Хановер. Град се налази на надморској висини од 43 метра. Површина општине износи 125,7 km². У самом граду је, према процјени из 2010. године, живјело 41.332 становника. Просјечна густина становништва износи 329 становника/km².

## Међународна сарадња
| Мјесто | Држава    | Врста сарадње | Од    |
| ------ | --------- | ------------- | ----- |
|        | Француска | партнерство   | 1996. |
| Извор  |           |               |       |